# Falling for Christmas
Falling for Christmas è un film del 2022 diretto da Janeen Damian al suo esordio alla regia.

## Trama
Dopo un incidente sulle piste da sci, l'ereditiera Sierra Belmont perde completamente la memoria. Sola e smarrita poco prima di Natale, incontra il meno abbiente Jake, che si prenderà cura di lei insieme alla figlia.

## Produzione

### Sviluppo
Nel maggio 2021 è stato annunciato che Lindsay Lohan avrebbe fatto il suo ritorno al cinema con una commedia romantica natalizia commissionata da Netflix. Nel novembre dello stesso anno Chord Overstreet si è unito al cast insieme a George Young, Jack Wagner ed Olivia Perez. Inizialmente intitolata Christmas in Wonderland, la pellicola è stata reintitolata Falling for Christmas dopo la fine delle riprese.

### Riprese
Le riprese principali si sono svolte nello Utah tra l'8 novembre il 15 dicembre 2021.

## Promozione
Un primo teaser è stato pubblicato da Netflix nel febbraio 2022, mentre il primo trailer è stato reso pubblico il 7 ottobre dello stesso anno.

## Distribuzione
La pellicola è stata resa disponibile su Netflix dal 10 novembre 2022.